# Min søn, min mand, min far
|  | Denne artikel er oprettet af botten PalnaBot ud fra en ekstern database. Den kan derfor have sproglige fejl eller mangler. Denne skabelon kan fjernes efter kontrol af indholdet. |

Min søn, min mand, min far er en dokumentarfilm instrueret af Kathrine Windfeld efter eget manuskript.

## Handling
Mænd er sådan nogle der ikke er til at stole på. Sådan nogle der ikke vil nærheden. Jeg har fået en søn, han bliver til en mand, hvordan opdrager jeg en mand? En kvinde undersøger sin egen placering mellem mændene i sit liv. Er der en sammenhæng mellem forholdet til hendes far og den mand, hun har valgt som sin kæreste. Hun skal finde ud af det, fordi hun skal til at opdrage sin lille søn Otto til at være mand. Filmen bliver til et selvportræt af en kvindelig instruktør, der vælger at undersøge sit liv gennem sit eget medie: Mænd vil ikke nærheden, men kan man komme i nærheden af dem med et filmkamera? Filmen er en del af serien »Min ...«.